# Mesobuthus martensii
Bọ cạp Trung Quốc (Danh pháp khoa học: Mesobuthus martensii) hay còn gọi là bọ cạp Mãn Châu, bọ cạp vàng Trung Quốc, bọ cạp đuôi giáp Trung Quốc là một loài bọ cạp độc trong họ Buthidae.

## Đặc điểm
Chúng được tìm thấy ở Mãn Châu, Trung Quốc, Mông Cổ, Bắc Triều Tiên và Nhật Bản. Chúng có thể dài đến 6 cm và thông thường con cái lớn hơn con đực, vòng đời của chúng từ 6-6 năm. Loài này được mô tả lần đầu tiên bởi nhà sinh học người Đức là Ferdinand Karsch vào năm 1879.
Một nghiên cứu độc lập khác của Simon trong năm 1880 mô tả chúng có tại vườn thượng uyển ở Bắc Kinh với danh pháp Buthus confucius (bọ cạp Khổng Tử). Chúng được sử dụng làm thuốc, nhất là có cái đuôi được sử dụng nhiều trong y học truyền thống của Trung Quốc

## Ẩm thực
Ở các con phố ẩm thực Vương Phủ Tỉnh ở Bắc Kinh, có món Bọ cạp rán giòn xiên ngập dầu. Những con bọ cạp còn sống nguyên sẽ được xiên vào que và đem chiên ngay tại quầy bán hàng. Chỉ cần đảm bảo là chúng đã được nấu chín hoàn toàn trước khi thưởng thức. Bọ cạp được người miền Nam Trung Quốc rất ưa dụng trong chế biến món ăn để chữa bệnh ung thư và thấp khớp. Bọ cạp được nuôi quy mô lớn tại các trại chăn nuôi, có thể ăn được mọi bộ phận trừ phần chóp đuôi. 

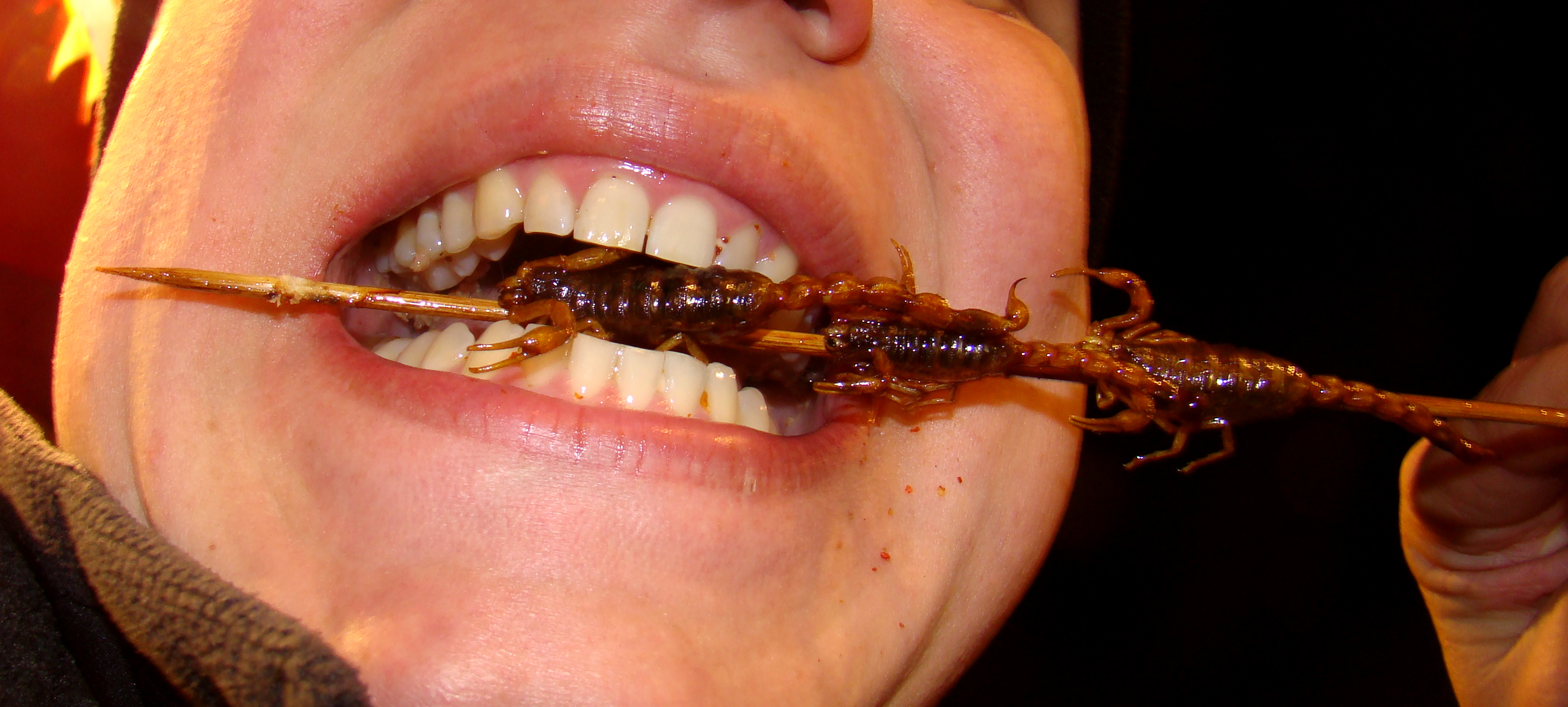
Ăn bò cạp chiên ở Bắc Kinh

Tuy bọ cạp có chứa nọc độc nhưng nhiều người tin rằng sau khi được nấu chín, phần nọc độc này sẽ bị vô hiệu hóa. Súp bọ cạp là một cách chế biến món ăn khá phổ biến từ bọ cạp, có thể dùng làm món khai vị hay món chính trong bữa ăn. Súp bọ cạp thường được các bác sĩ Đông y khuyến nghị cho các bệnh nhân ung thư bởi họ cho rằng nọc độc của bọ cạp có thể ngăn chặn sự phát triển cũng như chống lại nguy cơ mắc một số bệnh ung thư thông thường. Tuy nhiên, người Trung Quốc ăn súp bọ cạp với mục đích ngừa bệnh nhiều hơn chữa bệnh.